# Ichtershausen
Ichtershausen ist ein Ortsteil der Gemeinde Amt Wachsenburg im Ilm-Kreis in Thüringen. Er liegt nördlich der Stadt Arnstadt an der Grenze zum Landkreis Gotha und zur Stadt Erfurt. In Ichtershausen lebten 2025 rund 3000 Einwohner.

## Geographie
Ichtershausen liegt im Thüringer Becken etwa fünf Kilometer nördlich von Arnstadt und 15 Kilometer südlich von Erfurt. Das Straßendorf zieht sich über ungefähr zwei Kilometer Länge an der Gera hin. Wenig nördlich des Ortes mündet die Wipfra von rechts in die Gera. Ichtershausen liegt in der flachsten Gegend des Ilm-Kreises auf etwa 250 Meter Höhe. Auch die Landschaft westlich und östlich des Geratals in der früheren Gemeinde Ichtershausen steigt nicht über 270 Meter Höhe an. Die Gemarkung ist fast waldfrei und wird intensiv landwirtschaftlich genutzt. Sie liegt im Regenschatten von Fahner Höhe, Steigerwald und Thüringer Wald und zählt mit gut 400 mm Jahresniederschlag zu den trockensten Gebieten Deutschlands. Bis nach Arnstadt im Süden zieht sich entlang der Gera ein fast durchgängig bebautes Siedlungsband hin, in dem auch der Ort Rudisleben liegt. Im Westen liegen die Ortsteile Thörey und Rehestädt mit dem größten Gewerbegebiet des Landkreises dazwischen, das von der verkehrsgünstigen Lage am Erfurter Kreuz profitiert. Durch die Ichtershäuser Ortsflur verlaufen die A 4, die A 71, die ehemalige B 4 sowie die Schnellfahrstrecke Nürnberg–Erfurt, die erhebliche Flächen einnehmen. Der Ortsteil Eischleben liegt nordöstlich von Ichtershausen auf der anderen Seite der A 71.

## Geschichte

### Anfänge bis 1600
Funde aus der Jüngeren Steinzeit sowie Grabstätten aus der Bronze- und Eisenzeit bezeugen eine frühe Besiedlung des Gebietes. In den ersten Jahrhunderten nach Christus wird eine hermundurische Siedlung angenommen, gefolgt von dem festen Platz eines fränkischen Edlen zum Schutz der Königspfalz Arnstadt/Neidecksburg.

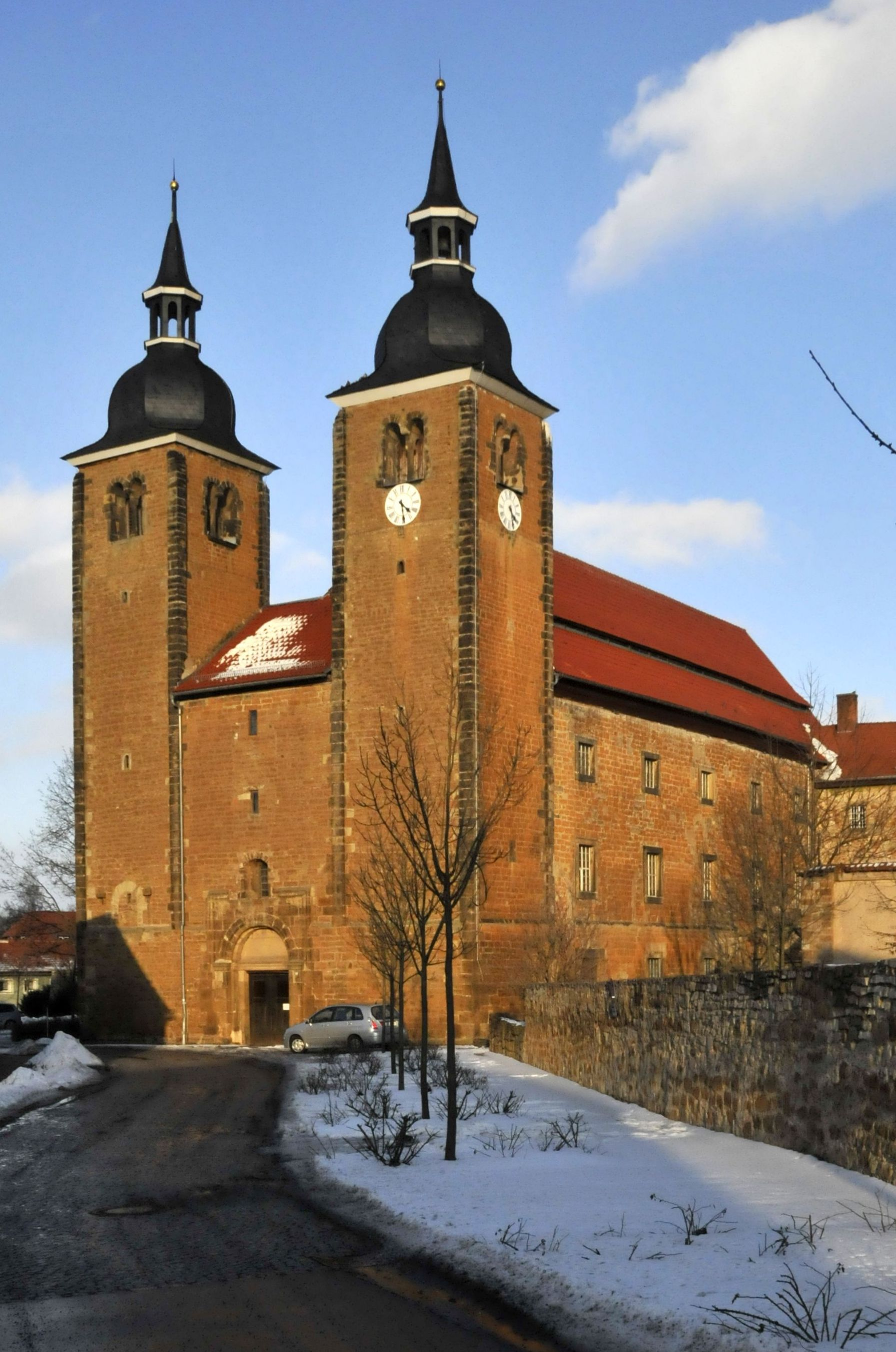
Klosterkirche

Die erste urkundliche Erwähnung von Ichtershausen war am 27. März 947. König Otto I. beurkundete den Tausch einiger Güter, darunter „Huochtricheshus“ oder „Otrichshusen“ (Siedlung eines Otrich), mit dem Kloster Hersfeld.
1147 wurde im Ort eine Zisterzienserinnenabtei gegründet, deren markante Klosterkirche St. Georg und Marien (Baubeginn 1133) das Ortsbild noch heute prägt. Diese Klosterstiftung wurde sowohl von Konrad III. als auch von Erzbischof Heinrich I. von Mainz bestätigt. Die Abtei Ichtershausen galt als das reichste Kloster Thüringens, dem bis zu 74 Ortschaften zinspflichtig waren, zudem besaß es große Weinberge in der Umgebung. Das Zisterzienserinnenkloster hütete einen „geradezu ungeheuren Reliquienschatz“, der jährlich ausgestellt wurde.
Philipp von Schwaben wurde im Verlauf des deutschen Thronstreits am 6. März 1198 in Ichtershausen vorbestimmt, am 8. März in Mühlhausen/Thüringen von der staufischen Partei zum König gewählt und am 6. September 1198 in Mainz durch den burgundischen Erzbischof Aymon von Tarentaise gekrönt. 1204 warf sich der abtrünnige Landgraf Hermann von Thüringen in Ichtershausen König Philipp von Schwaben zu Füßen und erhielt Gnade gegen Stellung von Geiseln, darunter sein minderjähriger Sohn Ludwig IV., späterer Landgraf von Thüringen.
1441 hieß der Ort „Ichtirshusen“.
Während des Bauernkrieges versammelten sich 1525 in Ichtershausen 4000 Bauern. Der „Ichtershausener Haufen“ stellte radikalere Forderungen als andere Bauerngruppen. Von dort aus versuchten sie, die nahe gelegene Veste Wachsenburg zu schleifen, weil sie die dort amtierenden Herren des Fürstlichen Amts Wachsenburg für ihre schlechte Lage verantwortlich machten. In dieser Zeit wurde auch das Kloster ausgeplündert und weitgehend zerstört, weshalb die Nonnen nach Erfurt in das dortige Kartäuserkloster flohen. Am 16. Juni 1525 gelangte das Ichtershäusener Klostergut in den Besitz des Kurfürsten Johann. Das Kloster wurde 1539 aufgehoben und auf seinem Gelände ein Kammergut gegründet. Die Klosterkirche diente nun dem protestantischen Gottesdienst. 1539 begann man mit dem Bau des Alten Schlosses nach Plänen des Baumeisters Cunz Krebs und unter Verwendung von Klostergebäuden. 1560 kam der Westflügel hinzu.
Im Jahre 1533 erhielt Ichtershausen die Gerichtsbarkeit. 1546 schrieben Kurfürst Johann Friedrich der Großmütige von Sachsen und Landgraf Philipp von Hessen in Ichtershausen im Namen des protestantischen Schmalkaldischen Bundes ihren historischen Absagebrief an den Kaiser, dem der Schmalkaldische Krieg folgte.

### 1600 bis 1900
Durch den Dreißigjährigen Krieg und die Pest sank die Einwohnerzahl des Ortes von 700 auf nur noch 230 im Jahre 1642. Im Zuge der Erbteilung der Herzöge Wilhelm, Albrecht und Ernst von Sachsen-Weimar fiel 1641 Ichtershausen mit der gothaer Portion an den jüngsten Bruder Ernst den Frommen. Im Jahre 1676 nach dem Tod Ernsts erklärte einer seiner jüngeren Söhne, Bernhard, Ichtershausen zu seiner Residenz. In diese Zeit (1675–1680) fiel der Bau eines bescheidenen neuen Schlosses mit dem Namen Marienburg und eines Walls mit zwei Toren um den Ort, der aber nicht erhalten ist. Nach erneuter Erbteilung zwischen den Söhnen Ernsts erhielt Bernhard I. von Sachsen-Meiningen jedoch das Gebiet um Meiningen und machte die Stadt ab 1680 zu seiner neuen Residenz. 1697 erhielt Ichtershausen das Marktrecht. 1710 wurde das Schloss Marienburg aufwendig umgebaut und erweitert. Später wurde in den Gebäuden das Rent- und Justizamt untergebracht.
1813 hatte Ichtershausen zeitweise 100 Männer für Schanzarbeiten in der von Napoléons Truppen besetzten Zitadelle Petersberg in Erfurt zu stellen, Gespanndienste zu leisten und große Mengen Fleisch und Getreide für die Besatzungstruppen zu liefern.
In den Befreiungskriegen, während der Belagerung von Erfurt durch Preußen, Österreicher und Russen, war im Schloss von November 1813 bis März 1814 ein königlich-preußisches Reservelazarett eingerichtet. In ihm wurden 1400 preußische Soldaten mit Typhus behandelt, von denen 700 verstarben. Sie wurden nahe Ichtershausen jenseits der Gera in Gemeinschaftsgräbern beerdigt und 1819 von der Gemeinde durch ein Denkmal geehrt, das Preußengrab. Ichtershausen verlor 152 Menschen und damit ein Viertel seiner Einwohner durch die eingeschleppte Seuche. Das Schloss wurde über Jahrzehnte von der Bevölkerung gemieden.
1842 wurde der Männergesangsverein Liedertafel ins Leben gerufen.
1862 gründeten der Gothaer Kaufmann Wilhelm Eduard Arnold Wolff und der Iserlohner Ingenieur August Knippenberg in Ichtershausen eine Nadelfabrik, die mit einer breiten Produktpalette (Näh-, Strick-, Stopf- und Chirurgische Nadeln) die weitere Entwicklung des Ortes in den nächsten 130 Jahren bestimmte. Sie wurde das größte derartige Werk in Deutschland und eines der größten der Welt. In kurzer Zeit wuchs die Einwohnerzahl auf über 1000 (1885: 1959 Einwohner).
1870/71 waren 525 französische Kriegsgefangene im Schloss untergebracht. 1877 wurde dort nach Umbauten ein Landesgefängnis errichtet.
Um die zunehmend notwendigen Transporte von Menschen und Gütern nach Ichtershausen zu ermöglichen, wurde von 1885 bis 1888 die Bahnstrecke Arnstadt–Ichtershausen als Stichbahn vom fünf Kilometer entfernten Arnstadt gebaut. Im Jahr 1967 wurde diese Strecke wegen mangelnder Rentabilität wieder eingestellt.
1890 erfolgte die Einweihung des neuen Friedhofs, 1895 die eines Kriegerdenkmals (Säule mit Adler) auf dem Marktplatz zur Erinnerung an den Deutsch-Französischen Krieg 1870/71.

### 1900 bis Gegenwart
In den 1920er Jahren bis 1932 hatte Ichtershausen bei Reichstags-, Landtags- und Kommunalwahlen eine kommunistische Mehrheit. 1925 baute der Landwehrverein auf der Höhe „Die liebe Zeit“ ein Denkmal für die Gefallenen des Ersten Weltkriegs, ermöglicht durch Spenden und freiwillige Arbeitseinsätze. Im gleichen Zeitraum wurde im Landesgefängnis ein „progressiver Strafvollzug“ eingeführt. Vollzugsbeamte sollten sich als „Erzieher“ sehen. Gefangene arbeiteten gegen Entgelt in anstaltseigenen und Betrieben des Ortes. 1938 gab es – bei Belegung mit 530 Gefangenen – eine Bibliothek, eine Krankenstation und einen hauptamtlichen Anstaltsarzt.
In der Zeit des Nationalsozialismus war das Landesgefängnis, das für 500 Insassen konzipiert war, mit 634 Gefangenen (1934) überbelegt, vor allem durch politische Häftlinge. Ab 1934 wurden mehrere „vorstädtische Kleinsiedlungen“ mit Gärten für Industriearbeiter-Familien gebaut. Im gleichen Jahr wurde das Freibad eröffnet. Während des Zweiten Weltkrieges mussten 46 „Ostarbeiter“ Zwangsarbeit in der Nadel- und Stahlwarenfabrik Wolff & Knippenberg verrichten.
Am 10. April 1945 wurde der Ort von amerikanischen Truppen erreicht, das Gefängnis durch Artillerie-Beschuss beschädigt und unter Waffeneinsatz von den Amerikanern besetzt. Die Insassen befreiten sich und verwüsteten die Anstalt. Nach dem Krieg diente sie weiter als Gefängnis, auch für politische Häftlinge. Anfang Juli 1945 erfolgte die Eingliederung des Ortes in die Sowjetische Besatzungszone (SBZ).
1953 wurde das Gefängnis Jugendwerkhof, spätestens ab 1973 Jugendstrafanstalt. 1991 wurde die Anstalt geschlossen und von 1993 bis 1997 unter Einsatz von acht Millionen DM renoviert und umgestaltet und bis 2014 als Vollzugsanstalt für 200 Jugendliche (Jugendstrafanstalt) betrieben. 2014 übernahm die Jugendstrafanstalt Arnstadt diese Funktion.
Ein Konzept des Fördervereins Collegiatstift St. Peter und Paul in Erfurt sieht die künftige Funktion eines Kollegiatstifts für das freiwerdende Gelände vor, das Eigentum der Gemeinde ist. Das Neue und das Alte Schloss sollen erhalten und wiederhergestellt, die anderen Gefängnisbauten abgerissen und in viel Grün sollen Neubauten verschiedener Funktion errichtet werden: Wohnbauten, aber auch eine Herberge, eine Klosterschenke und Ateliers. Die Planungen werden auch durch Studenten der Bauhaus-Universität Weimar unterstützt. Das Investitionsvolumen wird auf 12 bis 20 Mio. Euro geschätzt, bis 2017/18 sollte das Projekt realisiert sein.
Am 31. Dezember 2012 wurde die Gemeinde Wachsenburggemeinde nach Ichtershausen (bestehend aus Ichtershausen und den Ortsteilen Eischleben, Rehestädt und Thörey) eingegliedert und die vergrößerte Gemeinde in Amt Wachsenburg umbenannt. Vor dieser Eingliederung hatte Ichtershausen folgende Nachbargemeinden, im Uhrzeigersinn, beginnend im Norden: Erfurt, Rockhausen, Kirchheim, Arnstadt, Wachsenburggemeinde und Nesse-Apfelstädt.

### Einwohnerentwicklung von Ichtershausen
Entwicklung der Einwohnerzahl (31. Dezember):
 Datenquelle: bis 2011 Thüringer Landesamt für Statistik, ab 2012 Gemeinde Amt Wachsenburg mit wechselnden Stichtagen; Werte ab 2012 ohne die Ortsteile Eischleben, Rehestädt und Thörey
| - 1994: 3851 - 1995: 3905 - 1996: 3993 - 1997: 3966 | - 1998: 3950 - 1999: 3969 - 2000: 4029 - 2001: 3968 | - 2002: 4061 - 2003: 3985 - 2004: 3945 - 2005: 3938 | - 2006: 3924 - 2007: 3860 - 2008: 3836 - 2009: 3858 | - 2010: 3876 - 2011: 3890 - 2025: 2918 |

## Politik
Der ehrenamtliche Ortsteilbürgermeister von Ichtershausen ist Matthias Eschrich. Er wurde zuletzt bei den Kommunalwahlen in Thüringen am 26. Mai 2024 im Amt bestätigt. Zusammen mit zehn weiteren Mitgliedern bildet Eschrich den Ortsteilrat von Ichtershausen.

## Wirtschaft und Infrastruktur

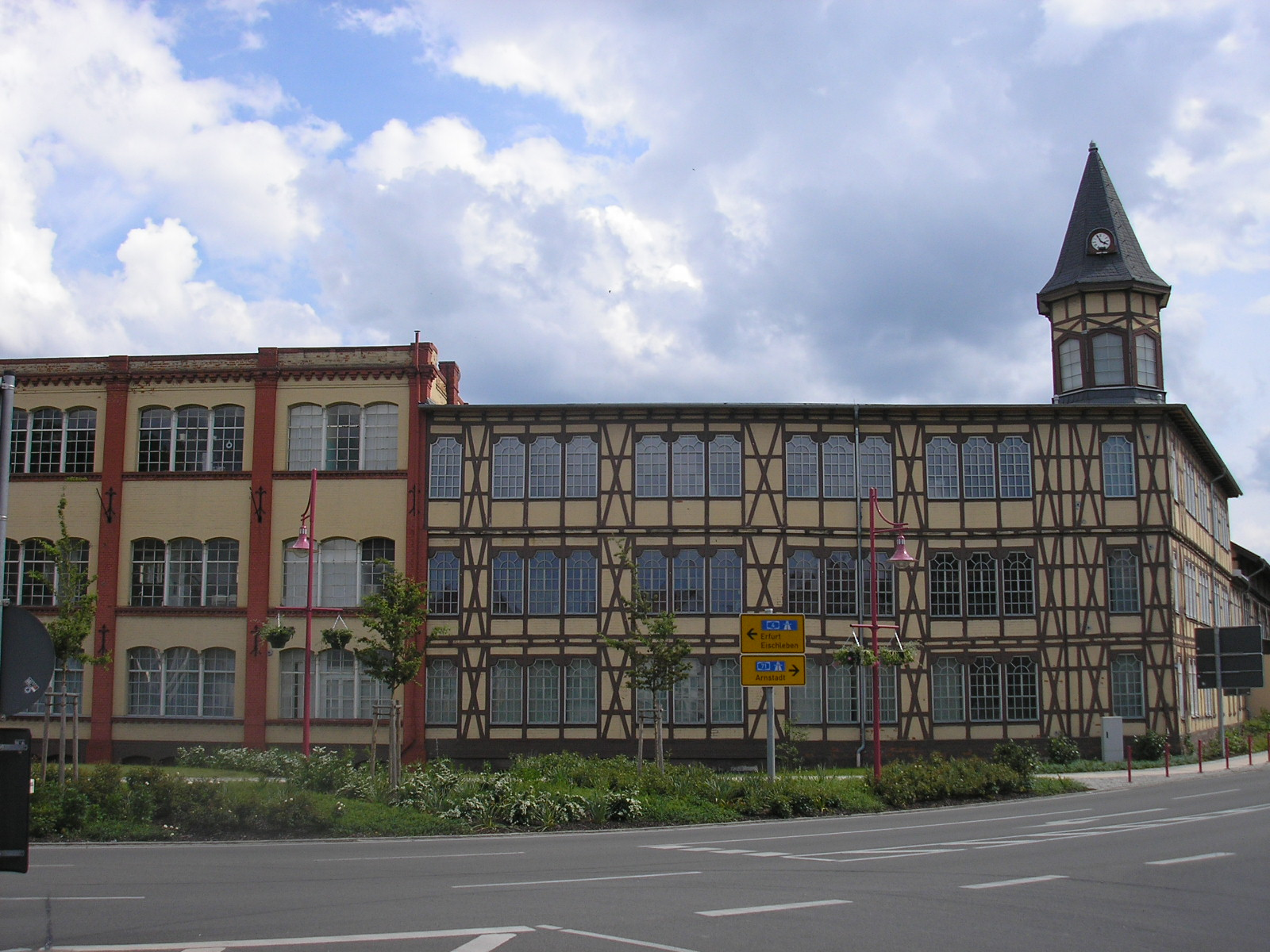
Nadelwerk

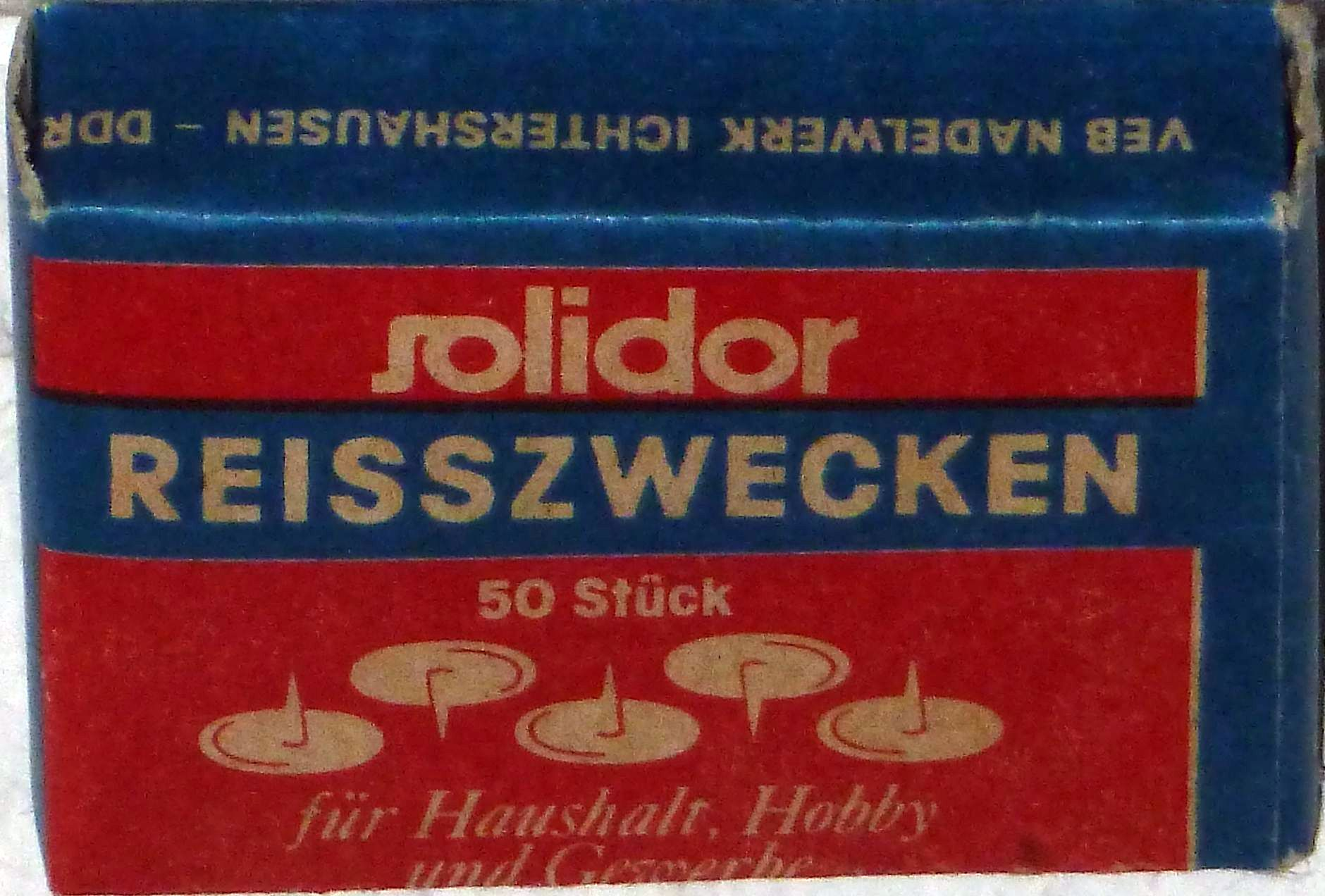
Reißzwecken-Schachtel aus DDR-Produktion

### Ansässige Unternehmen
Die über 130 Jahre die Wirtschaft von Ichtershausen bestimmende Nadelfabrik, in der im Jahr 1989 (VEB Nadelwerk Ichtershausen) etwa 800 Menschen mit der Herstellung von 3000 Nadelsorten beschäftigt waren, musste nach der Wende die bis dahin überwiegend auf den Export in den RGW-Raum ausgerichtete Produktion stark reduzieren. Heute arbeiten nur noch etwa 30 Mitarbeiter im TNI Chirurgisches Nadelwerk GmbH.
Bedingt durch die verkehrsgünstige Lage am Erfurter Kreuz der Autobahnen 4 und 71 entstand in den 1990er Jahren am westlichen Rand des Ortsteils Thörey ein etwa 100 ha großes, inzwischen gut belegtes Industrie- und Gewerbegebiet mit der Bezeichnung Gewerbepark Ichtershausen-Thörey-Autobahn (GITA), in dem sich vor allem Logistik- und Bauunternehmen angesiedelt haben.
Im Westen der früheren Gemeinde befindet sich das von der LEG Thüringen und der Gemeinde Ichtershausen entwickelte Gewerbegebiet Erfurter Kreuz, das zu 80 Prozent auf dem Gebiet der früheren Gemeinde Ichtershausen und zu 20 Prozent auf dem Gebiet der Stadt Arnstadt liegt. Neben dem im September 2007 auf dem Gewerbegebiet Arnstadt Nord-West in Betrieb genommenen Werk zur Wartung und Generalüberholung von Rolls-Royce-Flugzeugtriebwerken (N3 Engine Overhaul Services) siedelte sich unter anderem im gleichen Jahr der spanische Metallverarbeitungsbetrieb Gonvarri und der Druckfarbenhersteller Schuite & Schuite Druckfarben GmbH (S&S) auf dem Gebiet der Gemeinde Ichtershausen an. 2009 eröffnete der Turboladerproduzent IHI Charging Systems International ein Werk. Der Standort von Bosch Solar Energy wurde Anfang 2014 von Solarworld übernommen, während das Solar-Unternehmen Masdar PV seinen Betrieb Ende 2014 ganz einstellte.
Inzwischen hat sich Ichtershausen zu einer finanzstarken Gemeinde im Ilm-Kreis entwickelt. So gab es im Jahr 2005 im verarbeitenden Gewerbe 14 Betriebe mit mehr als 20 Mitarbeitern, die insgesamt 856 Menschen beschäftigten (30,3 % der arbeitsfähigen Bevölkerung). Der Gesamtumsatz der Ichtershäuser Industrie betrug 221,4 Millionen Euro und der Bruttoverdienst der Beschäftigten 24.099 Euro. Der Gewerbesteuerhebesatz liegt bei 300 %; die Verschuldung per 31. Dezember 2007 bei 89.000 Euro oder 23,12 Euro pro Einwohner. Die Steuereinnahmen lagen 2005 bei 8,96 Millionen Euro oder 2281 Euro pro Einwohner (Kreisdurchschnitt 380 Euro; Landesdurchschnitt 350 Euro). Zum 30. Juni 2010 gab es in Ichtershausen 3759 sozialversicherungspflichtig Beschäftigte (am Arbeitsort), nach Arnstadt und Ilmenau liegt die Gemeinde damit auf Platz drei im Ilm-Kreis.

### Verkehrsanbindung
Auf dem Gebiet der früheren Gemeinde befindet sich in der Nähe des Ortsteiles Thörey die Abfahrt Neudietendorf der Bundesautobahn 4. Durch Ichtershausen selbst führt die Landesstraße III. Ordnung 44 (ehemals Bundesstraße 4) von Erfurt nach Arnstadt. Die Bundesstraße 4 verläuft seit 2004 im Bereich südlich von Erfurt auf der A 71, die zwischen Ichtershausen und Eischleben über das Gemeindegebiet führt.
Durch die Initiative der Gemeinde Ichtershausen entstand die neue Landesstraße 1044 von der Autobahnabfahrt Neudietendorf der A 4 bis zur Autobahnabfahrt Arnstadt-Nord der A 71 durch das Industrie- und Gewerbegebiet „Erfurter Kreuz“. Sie verbindet das Ichtershäuser Gewerbegebiet in Thörey und das Gewerbegebiet Arnstadt.
Der nächste Bahnhof befindet sich in Arnstadt, nachdem die Bahnstrecke Arnstadt–Ichtershausen bis 1962 stillgelegt und abgebaut wurde.
Der Gera-Radweg verläuft nach jahrelanger Umleitung seit Ende 2010 wieder durch den Ort Ichtershausen. Ein Abstecher führt über die Gera zum Preußengrab (nicht gekennzeichnet) in einem kleinen Hain.

### Bildung
In Ichtershausen gibt es eine Grundschule und eine Regelschule. Beide Schulen befinden sich in einem Gebäude und tragen den Namen „Wilhelm Hey“.

## Sehenswürdigkeiten
- Klosterkirche aus der ersten Hälfte des 12. Jahrhunderts
- Historische Nadelfabrik von 1862 als Architekturdenkmal (jetzt Gemeindezentrum)
- Heimatmuseum mit Volkskundlicher Sammlung und Wilhelm-Hey-Dauerausstellung
- Kleines Museum in der Justizvollzugsanstalt
- Wilhelm Hey-Denkmal neben der Klosterkirche
- Preußengrab bei Ichtershausen: Denkmal von 1819 über einem Gemeinschaftsgrab mit 700 Soldaten, die 1813/14 während der Belagerung der französisch besetzten Festung Erfurt im Reservelazarett Ichtershausen an Seuchen, vornehmlich Fleckfieber, verstorben sind
- Denkmal von 1925 für die Gefallenen des Ersten Weltkriegs

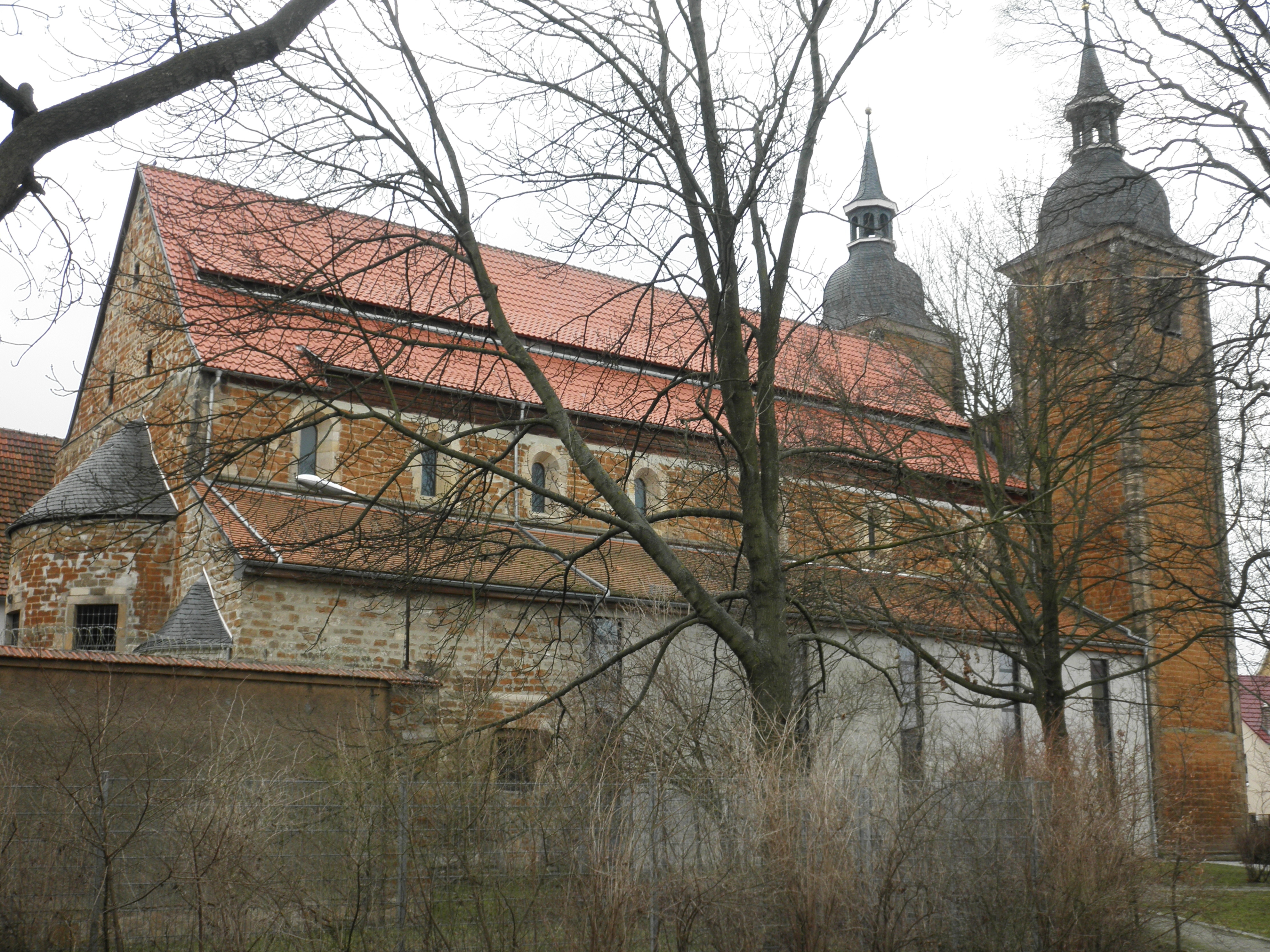
Kirche (2010)
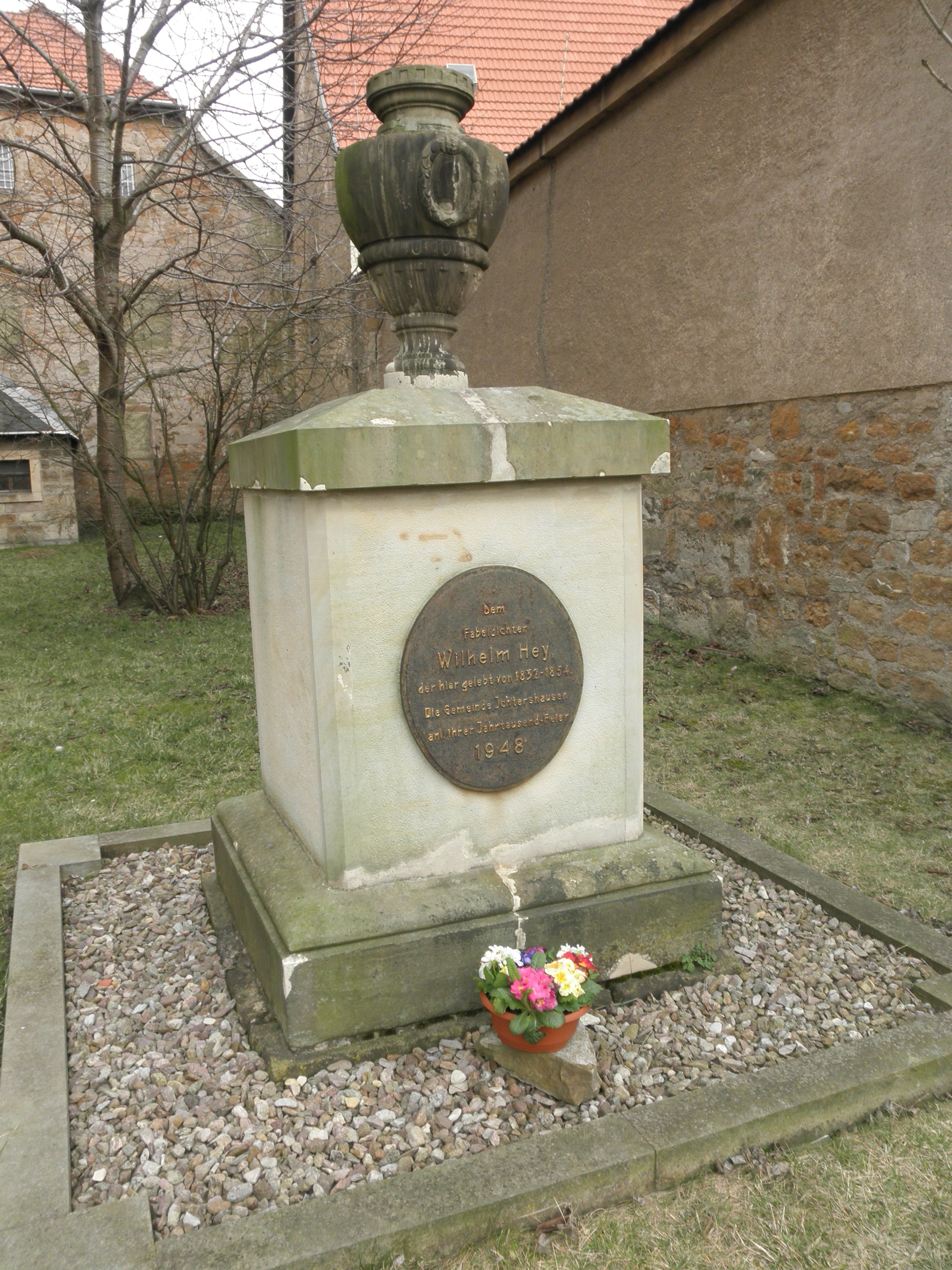
Denkmal für Wilhelm Hey
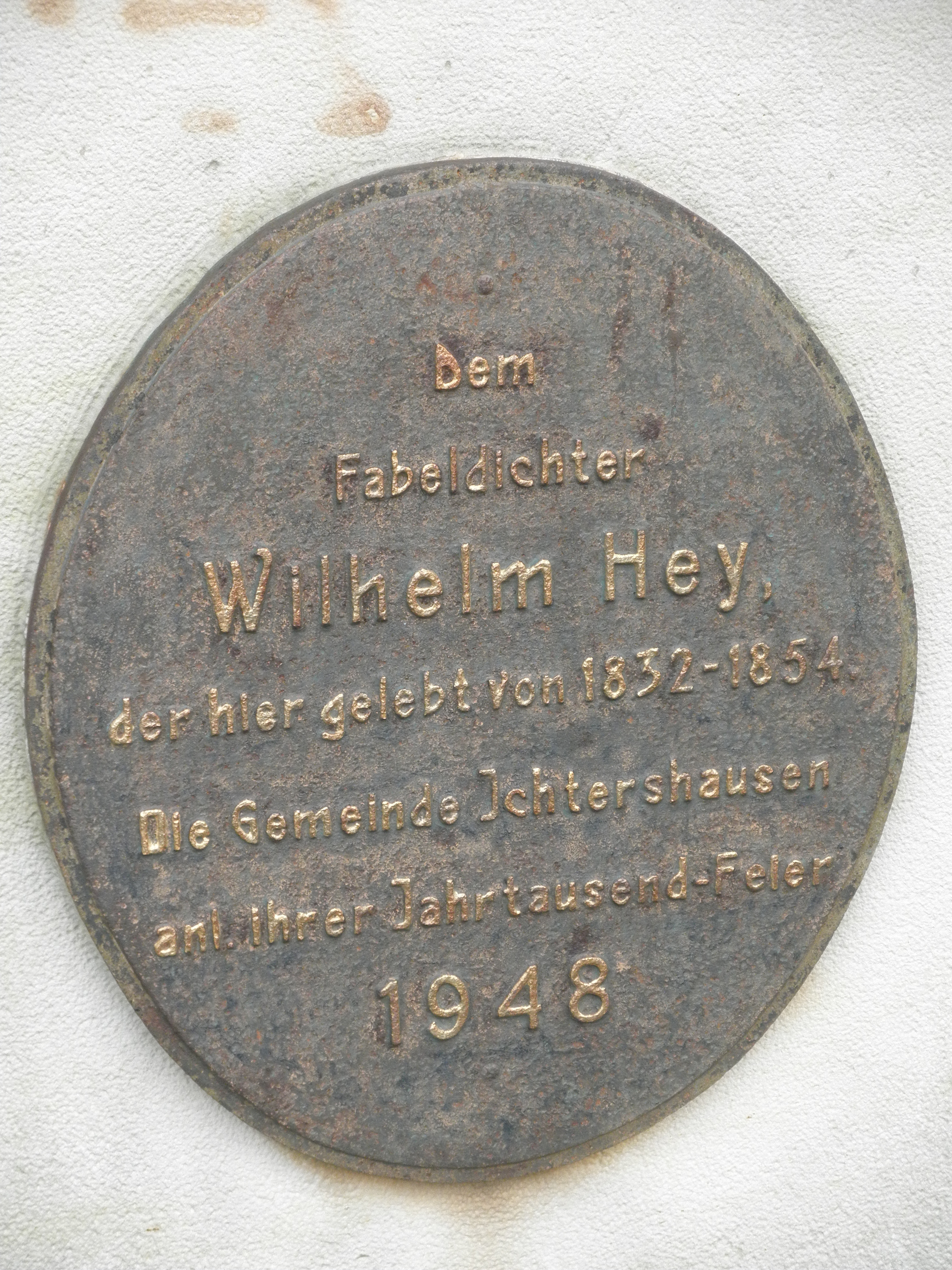
Tafel auf dem Denkmal
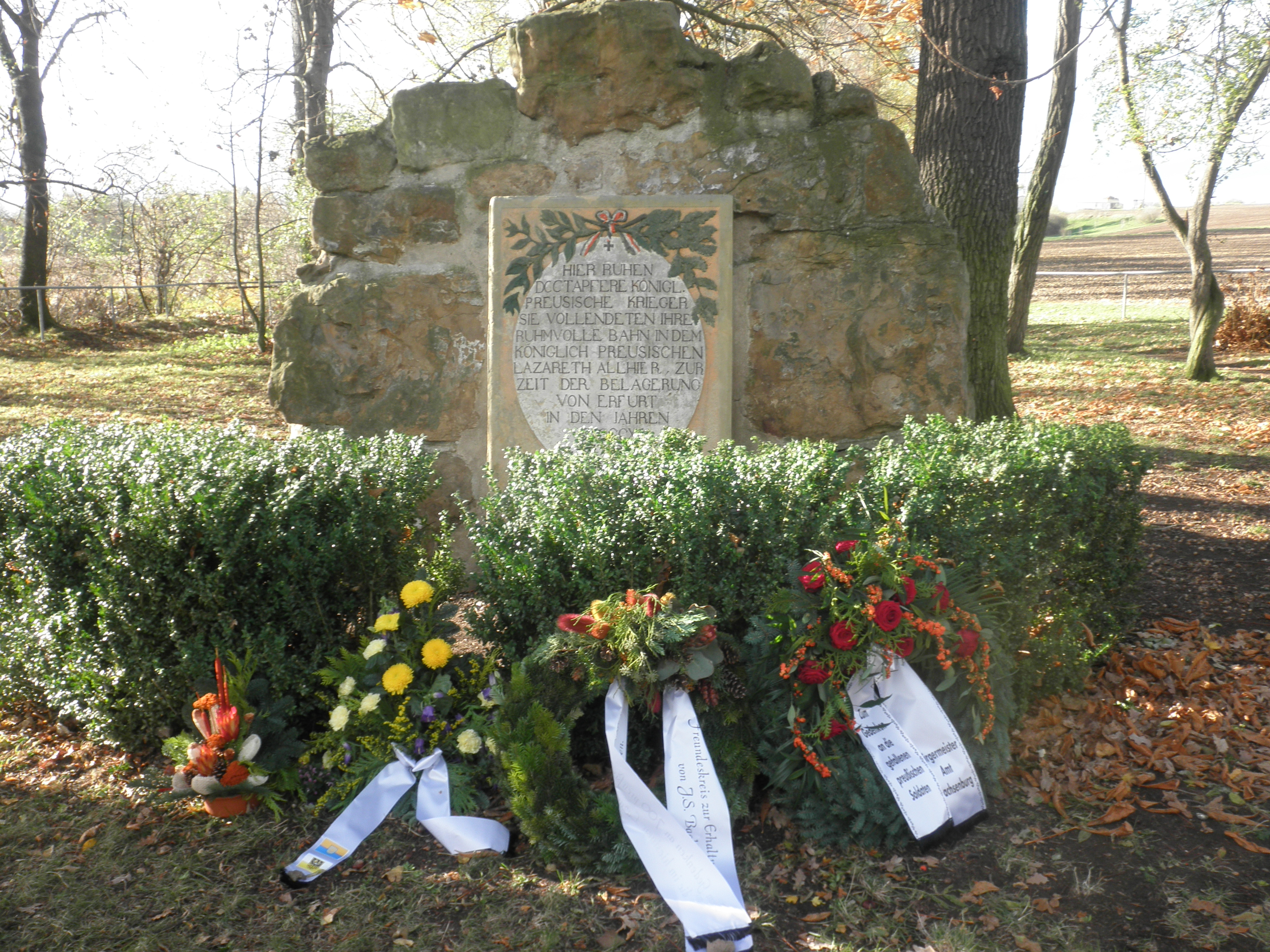
Preußengrab: 700 Soldaten, im Lazarett Ichtershausen 1813/14 verstorben (Foto 2013)
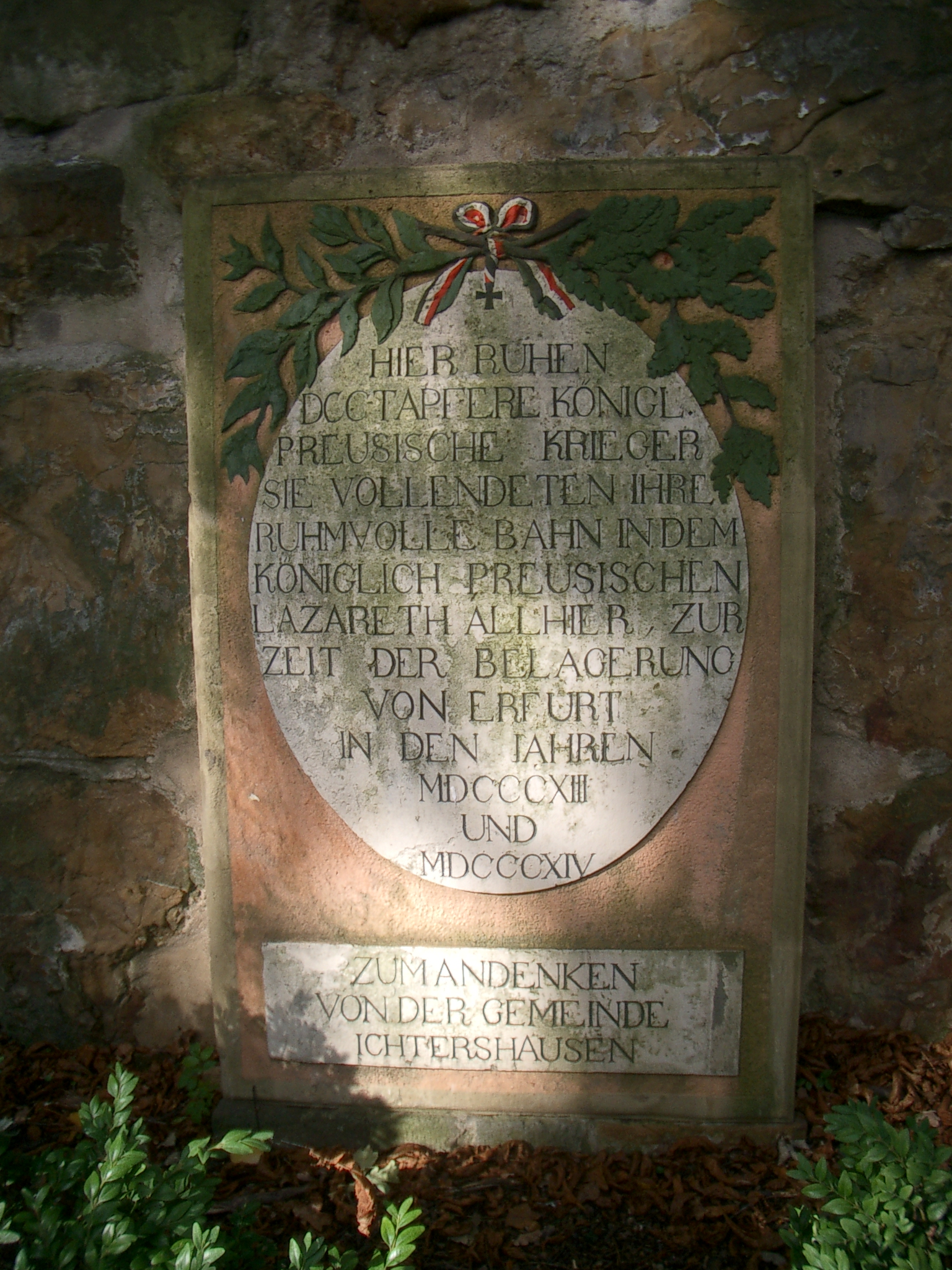
Inschrift auf dem Denkmal Preußengrab
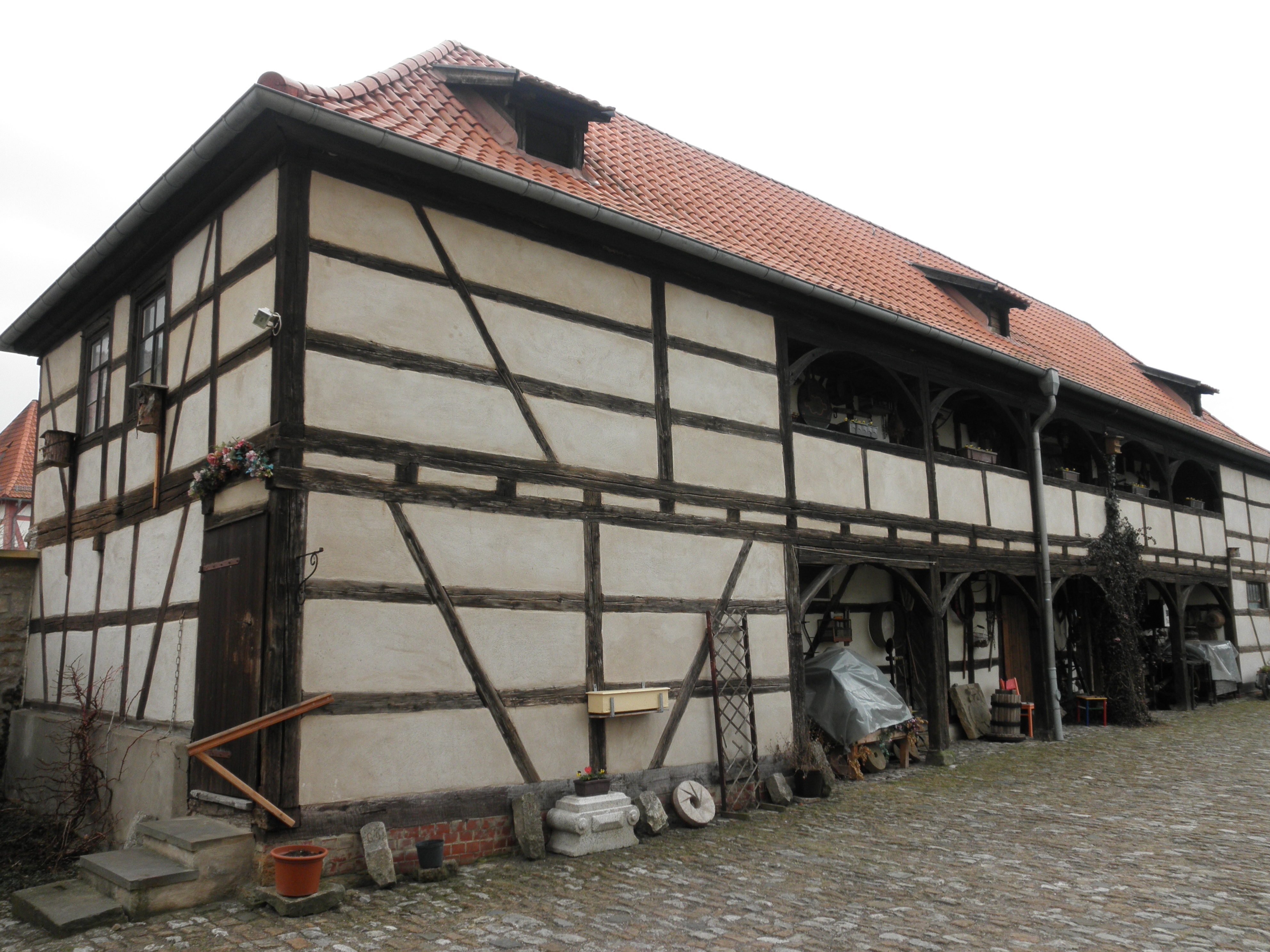
Heimatmuseum

## Kultur und Sport
In Ichtershausen sind viele Bürger in Vereinen aktiv. Als Veranstaltungsorte dienen das „Bürgerhaus“ sowie das „Gasthaus zur Post“.
Ab August 2008 wurde – im Gelände der Anlage von 1934 – mit einem Kostenaufwand von 5 Millionen Euro ein neues Schwimmbad errichtet und am 17. Juli 2009 seiner Bestimmung übergeben.
Unmittelbar neben der Schule befindet sich das 2010 eingeweihte Marcel-Kittel-Sportzentrum. Den Namen erhielt es 2015 als Referenz an den Radrennfahrer Marcel Kittel, der in Ichtershausen aufgewachsen ist.

### Vereine
Jeder Ortsteil der früheren Gemeinde hat seinen Feuerwehrverein. Weiterhin gibt es zehn Gartenvereine. Über die Grenzen des Ilm-Kreises hinaus bekannt ist der Ichtershäuser Fanfarenzug und der Ichtershäuser Carnevals Verein (ICV), welcher mit rund 200 Mitgliedern zwischen dem 11.11. und Aschermittwoch einen Volkskarneval darbietet. Tausende von Gästen besuchen alljährlich die zahlreichen Veranstaltungen.
Wichtigster Sportverein ist der KuF Ichtershausen, in dem Kegeln und Fußball betrieben werden. Die Fußballabteilung spielt in der 1. Kreisklasse.

## Persönlichkeiten

### Söhne und Töchter des Ortes
Diese Liste beinhaltet sowohl Persönlichkeiten, die in Ichtershausen geboren wurden, als auch Personen, die hier aufgewachsen sind.
- Friedrich Wilhelm von Sachsen-Meiningen (1679–1746), Herzog von Sachsen-Meiningen
- Johann Georg Seebach (1684–1721), geistlicher Dichter[9]
- Hugo Gräf (1892–1958), kommunistischer Politiker, geboren im Ortsteil Rehestädt
- Klaus von der Krone (1944–2023), CDU-Politiker, Mitglied des Thüringer Landtags (1999–2014) und Bürgermeister von Ichtershausen (1990–2010)
- Frank Möller (1946–1971), Todesopfer an der innerdeutschen Grenze
- Nicole Umbreit (* 1976), Kammersängerin
- Andreas Barth (* 1974), Theologe und Pfarrer
- Marcel Kittel (* 1988), Radrennfahrer, in Ichtershausen aufgewachsen
- Clueso (* 1980), Musiker, in Ichtershausen aufgewachsen

### Persönlichkeiten, die vor Ort gewirkt haben
- Philipp von Schwaben (1177–1208), wurde am 6. September 1198 in Ichtershausen zum Römisch-Deutschen König bestimmt
- Wilhelm Hey (1789–1854), Pfarrer, Lied- und Fabeldichter, wirkte von 1832 bis 1854 in Ichtershausen
- Gudrun Loewe (1914–1994), Archäologin, führte 1941 Ausgrabungen von Reihengräbern der Merowingerzeit bei Ichtershausen durch
- Michael Gabel (* 1953), Theologe und Hochschullehrer, seit 1992 ehrenamtlicher Geistlicher in Ichtershausen

## Sonstiges
Im Jahr 2000 wurde unter der Regie von Rolf Teigler in der Jugendstrafanstalt Ichtershausen der Dokumentarfilm Outlaws (Outlaws bei IMDb) gedreht, der mehrere internationale Auszeichnungen erhalten hat.